# Плешень
Плешень (рум. Pleșeni) — село в Кантемирском районе Молдавии. Является административным центром коммуны Плешень, включающей также сёла Хэнэсень и Тэтэрэшень.

## География
Село расположено на высоте 63 метров над уровнем моря.

## Население
По данным переписи населения 2004 года, в селе Плешень проживает 1199 человек (611 мужчина, 588 женщин).
Этнический состав села:
| Национальность | Число жителей | Процентный состав |
| -------------- | ------------- | ----------------- |
| молдаване      | 1176          | 98.08             |
| болгары        | 7             | 0.58              |
| украинцы       | 6             | 0.5               |
| русские        | 4             | 0.33              |
| румыны         | 2             | 0.17              |
| гагаузы        | 2             | 0.17              |
| цыгане         | 1             | 0.08              |
| прочие         | 1             | 0.08              |
| Всего          | 1199          | 100%              |